# Castello di Velona
Il Castello di Velona è un'antica fortezza situata nella Val d'Orcia, in Toscana, Italia. Questo castello è stato costruito nel XII secolo e ha subito diverse modifiche e ampliamenti nel corso dei secoli.

## Storia
Il Castello di Velona fu costruito tra il XI ed il XII secolo come fortilizio militare data la sua posizione strategica che domina la Val d'Orcia. Divenne fin da subito un Consorzio di Arti e Mestieri senza un padrone feudatario ma in gestione ai vari Mastri che lavoravano e vivevano al suo interno.
Subì la sua prima espansione nel XII secolo, in un periodo di forte crescita dei possedimenti dei Conti Aldobrandeschi nella Val d'Orcia. La sua posizione strategica sulla sommità di una collina permetteva di controllare i territori circostanti, e il castello divenne ben presto un importante centro di potere nella zona.
Nel corso dei secoli, il Castello di Velona subì numerose modifiche e ampliamenti. Nel XV secolo, il castello passò sotto il controllo della famiglia Medici, che lo trasformò in una residenza signorile. Nel XVIII secolo, il Castello di Velona fu acquistato dalla famiglia Cervini, che ne fece una lussuosa dimora aristocratica. Passò nuovamente di mano alla fine del XIX secolo al Conte Martelli che lo trasformò nella sua residenza privata, si può ancora notare sulla torre centrale un'insegna che lo commemora. 
Nel corso del XX secolo, il Castello di Velona subì un periodo di decadenza, fino a quando nel 1997 fu acquistato dalla famiglia Piermartini, che lo ristrutturò completamente e lo trasformò in un esclusivo Hotel.

## Descrizione
Il Castello di Velona si trova in una posizione panoramica sulla cima di una collina, da cui si può ammirare un'ampia vista sulla Val d'Orcia e sulle colline circostanti. Il castello è circondato da un grande parco, che ospita numerose specie vegetali e animali.
L'interno del Castello è stato ristrutturato più volte nel corso del XXI secolo riuscendo a recuperarlo e trasformarlo da rudere a Resort di lusso. All'interno delle vigne inoltre è stata scoperta una sorgente termale che ha permesso al Castello di diventare una Stazione Termale.

## Leggende
Il re barbaro di nome Totila, dopo aver invaso la Toscana, si sia fermato presso il castello di Velona. Qui, il re avrebbe incontrato una principessa, di cui si innamorò perdutamente.
La principessa, tuttavia, era già promessa in sposa ad un altro uomo. Totila, disperato per il rifiuto della principessa, decise di assediare il castello, sperando di costringerla ad amarlo.
La principessa, non volendo rinunciare al suo amore per il promesso sposo, decise di chiedere aiuto al Dio del Sole, Apollo. Apollo le apparve in sogno, rivelando che la soluzione al suo problema si trovava nelle acque termali che scorrevano nei pressi del castello.
La principessa si immerse quindi nelle acque termali e ottenne il potere di trasformarsi in una fonte d'acqua pura e cristallina. Quando il re ostrogoto scoprì la fonte, decise di bere l'acqua, ma venne colpito da un fulmine divino, che lo uccise sul colpo.
Si dice che la principessa abbia poi perso i suoi poteri, ma che l'acqua termale sia ancora oggi considerata una fonte di guarigione e benessere per coloro che la utilizzano. Questa leggenda ha contribuito a creare un'aura di mistero e fascino attorno al Castello di Velona, rendendolo ancora più affascinante per i visitatori.